# دیکهوزن-فارشتدت
دیکهوزن-فارشتدت (به آلمانی: Diekhusen-Fahrstedt) یک شهر در آلمان است که در دیمارشن واقع شده‌است. دیکهوزن-فارشتدت ۷۵۰ نفر جمعیت دارد.